# Clauge
Die Clauge ist ein Fluss in Frankreich, der in der Region Bourgogne-Franche-Comté verläuft. Sie entspringt im Gemeindegebiet von Fourg, entwässert generell Richtung West bis Südwest durch den Forêt de Chaux und mündet nach rund 35 Kilometern an der Gemeindegrenze von Parcey und Gevry als linker Nebenfluss in den Doubs.
Auf ihrem Weg durchquert die Clauge die Départements Doubs und Jura.

## Orte am Fluss
- La Vieille-Loye
- Goux, Gemeinde Dole
- Villette-lès-Dole